# المادیز اراندیسمنت
المادیز اراندیسمنت (به لاتین: Almadies Arrondissement) یک منطقهٔ مسکونی در سنگال است که در ناحیه داکار واقع شده‌است.